# ایوان رایتمن
ایوان ریتمن (به انگلیسی: Ivan Reitman) (زاده ۲۷ اکتبر ۱۹۴۶ – درگذشته ۱۲ فوریه ۲۰۲۲) کارگردان، تهیه‌کننده و فیلم‌نامه‌نویس کانادایی اهل چکسلواکی بود. او بیشتر به خاطر کارهای کمدی خود به ویژه در دهه‌های ۱۹۸۰ و ۱۹۹۰ شناخته شد. او مالک کمپانی مونتسیتو پیکچر (به انگلیسی: The Montecito Picture) بود که در سال ۱۹۹۸ تأسیس شد. وی از سال ۱۹۶۸ میلادی تا زمان مرگ مشغول فعالیت بود.

## فیلم‌شناسی

### کارگردانی
- بانوی حیله‌گر (۱۹۷۱)
- دختران آدمخوار (۱۹۷۳)
- کوفته قلقلی‌ها (۱۹۷۹)
- راه‌راه (۱۹۸۱)
- شکارچیان روح (۱۹۸۴)
- عقاب‌های قانونی (۱۹۸۶)
- دوقلوها (۱۹۸۸)
- شکارچیان روح ۲ (۱۹۸۹)
- پلیس کودکستان (۱۹۹۰)
- دیو (۱۹۹۳)
- جونیور (۱۹۹۴)
- روز پدر (۱۹۹۷)
- شش روز، هفت شب (۱۹۹۸)
- تکامل (۲۰۰۱)
- دوست‌دختر خارق‌العاده سابق من (۲۰۰۶)
- بدون تعهد (۲۰۱۱)
- روز عضوگیری (۲۰۱۴)

### تهیه‌کننده
- رعشه‌ها (۱۹۷۵)
- خانه حیوانات (۱۹۷۸)
- هوی متال (۱۹۸۱)[۳]
- ایست! وگرنه مادرم شلیک می‌کند (۱۹۹۲)[۴]
- هرج‌ومرج فضایی (۱۹۹۶)
- پست‌گرد (۲۰۰۹)
- بالا در آسمان (۲۰۰۹)
- کلویی (۲۰۰۹)
- هیچکاک (۲۰۱۲)
- شکارچیان روح (۲۰۱۶)
- گارد ساحلی (۲۰۱۷)
- پدران جایگزین (۲۰۱۷)
- راهنمای شکار هیولا (۲۰۲۰)
- شکارچیان روح: افترلایف (۲۰۲۱)[۵][۶]

## درگذشت
رایتمن در ۱۲ فوریه ۲۰۲۲ در خانه‌اش در مونتسیتو، کالیفرنیا در سن ۷۵ سالگی در خواب درگذشت.